# North West (Južna Afrika)
North West je jedna od devet provincija u Južnoafričkoj Republici, nalazi se na sjeveru države na granici s Bocvanom. Glavni grad provincije je Mafikeng s 49.300 stanovnika, a najveći Rustenburg s 395.539 stanovnika.

## Zemljopis
North West nalazi se u sjevernom dijelu države prostire se na 116.320 km² čime je šesta po veličini provincija, na sjeveru je državna granica s Bocvanom, graniči i s provincijama:
- Limpopo - sjeverozapad
- Gauteng - istok
- Free State - jugoistok
- Northern Cape - sjeverozapad

## Stanovništvo
Prema popisu stanovništva iz 2007. godine u provinciji živi 3.271.948 stanovnika, te je sedma po broju stanovnika provincija u Južnoafričkoj Republici.
Većinsko stanovništvo su negroidi koji čine 90,8% ukupnog stanovništva, zatim sljede bijelci sa 7,2%, obojeni s 1,6%, te Indijci i Azijati s 0,4%.

## Jezici
- Tswana jezik- 64,8%
- Afrikaans - 9,2%
- Xhosa - 7.6%
- Sjeverni sotho - 6,8%
- Tsonga - 3,4%

## Vanjske poveznice
- Vlada provincije North West
- Turistički podaci o provinciji